# Siteki
Siteki é uma cidade do leste de Essuatíni capital do distrito de Lubombo. Está situada a oeste das montes Libombos.